# Kalînovnîk, Kovel
Kalînovnîk (în ucraineană Калиновник) este un sat în așezarea urbană Holobî din raionul Kovel, regiunea Volînia, Ucraina.

## Demografie
Componența lingvistică a localității Kalînovnîk
     Ucraineană (100%)
Conform recensământului din 2001, toată populația localității Kalînovnîk era vorbitoare de ucraineană (100%).